# Chimera (Turcja)

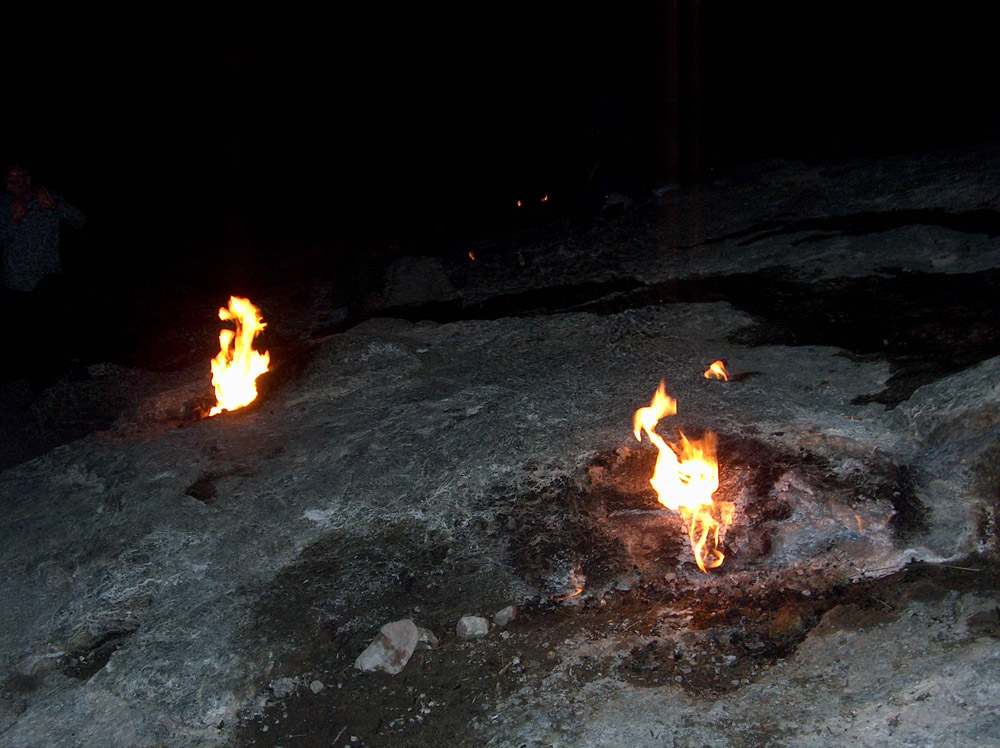
Ognie Chimery rozświetlają ciemności nocy

Chimera (tur. Yanar taş) – miejsce naturalnego wypływu gazu ziemnego, położone na południu Turcji, w prowincji Antalya, w górach niedaleko miejscowości Çıralı. W rejonie dzisiejszego Yanartaş (tur. "płonące kamienie") na obszarze ok. 5000 m² znajdują się dziesiątki miejsc naturalnego wypływu gazu. Natężenie emisji gazu zmienia się w zależności od pór roku – jest większa w zimie; ilość uchodzącego gazu jest modulowana przez ilość napływających wód gruntowych i zmiany ciśnienia atmosferycznego. Płonący gaz tworzy „wieczne ognie”. W przeszłości płomienie były na tyle duże, że stanowiły one naturalne latarnie morskie dla żeglugi przybrzeżnej.
Istnieją hipotezy, że te strzelające z ziemi języki ognia były inspiracją dla powstania starogreckiego mitu o Chimerze.

## Pochodzenie gazu
Emitowany gaz składa się z metanu (87%), H2 (7,5 -11%), N2 (2 – 4,9%), krótko-łańcuchowych alkanów (0,6%), dwutlenku węgla (0,01 – 0,07%) i helu (80 ppm). Takie proporcje składników i ich skład izotopowy sugeruje powstawanie gazu przez mieszanie się komponentów z dwóch odmiennych źródeł:
- z pogrzebanych osadowych skał zawierających głównie kerogen typu III (palaeozoicznych i mesozoicznych) generujących termogeniczny gaz,
- z sekwencji ofiolitowej (Tekirova ophiolitic unit) generującej metan na drodze nisko-temperaturowej serpentinizacji skał ultramaficznych.

Miejsce to jest największym do tej pory odkrytym źródłem emisji abiogenicznego metanu na lądzie.